# Грин (Канзас)
Грин (енгл. Green) град је у америчкој савезној држави Канзас.

## Демографија
По попису из 2010. године број становника је 128, што је 19 (-12,9%) становника мање него 2000. године.
| Група             | 2000.       | 2010.       |
| Белци             | 140 (95,2%) | 123 (96,1%) |
| Афроамериканци    | 1 (0,7%)    | 0 (0,0%)    |
| Азијати           | 0 (0,0%)    | 0 (0,0%)    |
| Хиспаноамериканци | 2 (1,4%)    | 3 (2,3%)    |
| Укупно            | 147         | 128         |